# 雄踏町山崎
雄踏町山崎（ゆうとうちょうやまざき）は静岡県浜松市中央区の大字。住居表示未実施。

## 地理
浜松市中央区の西部、雄踏地区の北部に位置する。南西部は浜名湖に面している。東で大久保町、西で古人見町、南で雄踏町宇布見、北で大人見町と接する。

### 湖沼
- 浜名湖

### 河川
- 六間川

### 学区
小学校・中学校の学区は以下の通りである。
- 浜松市立雄踏小学校
- 浜松市立雄踏中学校

## 歴史

### 沿革
- 1889年（明治22年）4月1日 - 町村制の施行により、敷知郡山崎村が宇布見村と合併して敷知郡雄踏村となる[WEB 8]。旧村名は雄踏村の大字として残る[書籍 1]。
- 1896年（明治29年）4月1日 - 郡制の施行により、浜松町の所属郡が浜名郡に変更となる。
- 1925年（大正14年）2月11日 – 雄踏村が町制施行して雄踏町となる。
- 1972年（昭和47年）5月1日 - 浜松市大人見町・大久保町との間で境界変更が実施される[WEB 9]。
- 1980年（昭和55年）6月1日 - 浜松市古人見町との間で境界変更が実施される[WEB 9]。
- 1987年（昭和63年）6月1日 - 浜松市古人見町との間で境界変更が再度実施される[WEB 9]。
- 2005年（平成17年）7月1日 – 雄踏町外10市町村が浜松市に編入される。大字山崎から雄踏町山崎へ住所表記が変更となる。
- 2007年（平成19年）4月1日 - 浜松市が政令指定都市となる。雄踏町山崎は西区の一部となる。
- 2024年（令和6年）1月1日 - 浜松市の行政区再編により、雄踏町山崎は中央区の一部となる。

## 施設
- 日本高周波技研工業 本社
- 野田養鶏 本社
- 遠州鉄道浜松西営業所
- ローソン浜松雄踏山崎店
- 山神社
- 道雄神社
- 三嶋神社
- 臨済宗妙心寺派 醫王山 極楽寺
- 臨済宗妙心寺派 清陀山 西光寺
- 臨済宗妙心寺派 護國山 安寧寺

## 交通

### バス
- 遠鉄バス
  - 8・8-33伊佐見線、36ひとみヶ丘線：（浜松駅 方面（医療センター／浜松北高経由） - ）山崎
  - 20志都呂宇布見線：（浜松駅（西伊場経由） 方面 - ）西ノ宮 - 山崎南 - 山崎汽船場 - 山崎

### 道路
- 静岡県道49号細江舞阪線

## その他

### 警察
警察の管轄区域は以下の通りである。
| 番・番地等 | 警察署       | 交番・駐在所 |
| ---------- | ------------ | ------------ |
| 全域       | 浜松西警察署 | 雄踏町交番   |

### 消防
消防の管轄区域は以下の通りである。
| 番・番地等 | 消防署   | 本署/出張所 |
| ---------- | -------- | ----------- |
| 全域       | 西消防署 | 本署        |

### 書籍
1. ↑  『浜松市史 三』浜松市役所、1980年3月26日、176頁。

### WEB
1. ↑  “h02_22.csv”.   総務省 (2022年2月10日). 2024年7月27日閲覧。
2. ↑  “chuouku_menseki.xlsx”.   浜松市 (2024年3月12日). 2024年7月27日閲覧。
3. ↑  “静岡県 浜松市中央区 雄踏町山崎の郵便番号 - 日本郵便”.   日本郵便. 2025年2月15日閲覧。
4. ↑  “市外局番の一覧”.   総務省 (2022年3月1日). 2024年7月27日閲覧。
5. ↑  “事業所案内及び管轄地域（事務所3件、分室3件）”.   一般社団法人静岡県自動車会議所. 2024年7月27日閲覧。
6. ↑  “住居表示実施状況／浜松市”.   浜松市 (2024年1月4日). 2024年7月27日閲覧。
7. ↑  “学校名から探す／浜松市”.   浜松市 (2024年1月1日). 2024年7月27日閲覧。
8. ↑  “historyofcities.pdf”.   静岡県総務部合併推進室・財団法人静岡県市町村振興協会. 2024年10月11日閲覧。
9. 1 2 3  “historyofcities.pdf”.   静岡県総務部合併推進室・財団法人静岡県市町村振興協会. 2024年9月19日閲覧。
10. ↑  “雄踏町交番｜静岡県警察”.   静岡県警察 (2024年1月1日). 2024年7月27日閲覧。
11. ↑  “消防署の町別管轄「ゆ」／浜松市”.   浜松市 (2020年3月25日). 2024年7月27日閲覧。